# Poças Azuis
Poças Azuis é um lago localizado na Guatemala, cuja cota de altitude é de 140 metros acima do nível do mar. Localiza-se no departamento de El Petén, no município de La Libertad.